# Libovice (Nosálov)
Libovice je malá vesnice a část obce Nosálov v okrese Mělník ve Středočeském kraji. Nachází se asi 2,5 kilometru západně od Nosálova, na jižním úbočí Vrátenské hory. Libovice je také název katastrálního území o rozloze 5,27 km². V katastrálním území Libovice leží i Brusné 1.díl a Příbohy. Vesnice Libovice leží v Chráněné krajinné oblasti Kokořínsko – Máchův kraj.

## Historie
První písemná zmínka o vesnici pochází z roku 1414.

## Obyvatelstvo
Při sčítání lidu v roce 1921 ve vsi žilo 162 obyvatel (z toho osmdesát mužů), z nichž bylo 35 Čechoslováků, 126 Němců a jeden cizinec. Kromě čtyř evangelíků a jednoho příslušníka nezjišťovaných církví byli římskými katolíky. Podle sčítání lidu z roku 1930 měla vesnice 168 obyvatel: 29 Čechoslováků a 139 Němců. Šest z nich bylo evangelíky a ostatní se hlásili k římskokatolické církvi.
| Rok            | 1869 | 1880 | 1890 | 1900 | 1910 | 1921 | 1930 | 1950 | 1961 | 1970 | 1980 | 1991 | 2001 | 2011 | 2021 |
| -------------- | ---- | ---- | ---- | ---- | ---- | ---- | ---- | ---- | ---- | ---- | ---- | ---- | ---- | ---- | ---- |
| Počet obyvatel | 228  | 214  | 198  | 172  | 159  | 162  | 168  | 87   | 65   | 62   | 50   | 26   | 34   | 38   | 50   |
| Počet domů     | 38   | 37   | 38   | 37   | 37   | 37   | 40   | 32   | 32   | 18   | 14   | 26   | 28   | 29   | 36   |

## Obecní správa
Při sčítání lidu v letech 1850–1960 byla Libovice samostatnou obcí, nejprve v okrese Dubá, v roce 1950 v okrese Doksy a od roku 1960 v okrese Mělník. Od 1. července 1960 do 31. prosince 1979 byla částí obce Nosálov v okrese Mělník. Od 1. ledna 1980 do 23. listopadu 1990 byla částí města Mšeno v okrese Mělník. Od 24. listopadu 1990 je opět částí obce Nosálov v okrese Mělník. V letech 1850–1960 k obci patřily Brusné 1.díl a Příbohy.

## Pamětihodnosti
- Domy čp. 5 a 22
- Usedlost čp. 25, če. 5 a 10
- Sýpka u čp. 12